# سوختگی شاه‌بلوط
سوختگی شاه‌بَلوط یکی از بیماری‌های قارچی درختان است.
این بیماری باعث از میان رفتن تقریباً کامل جنگل‌های گسترده‌ای از شاه‌بلوط آمریکایی شده‌است.
یک قارچ کیسه‌ای به نام قارچ سوختگی شاه‌بلوط (Cryphonectria parasitica) عامل این بیماری است.